# 8611 Judithgoldhaber
A 8611 Judithgoldhaber (ideiglenes jelöléssel (8611) 1977 UM4) a Naprendszer kisbolygóövében található aszteroida. Schelte J. Bus fedezte fel 1977. október 18-án.